# Écuisses
Écuisses est une commune française située dans le département de Saône-et-Loire, en région Bourgogne-Franche-Comté.
La commune est située au cœur d'un important bassin houiller exploité entre les années 1820 et 1912 par les houillères de Montchanin.

## Géographie
Le bourg de la commune est situé à 6 km à l'est de Montchanin. De l'étang de Bondilly sort une des sources de la Dheune. L’axe central de la commune est le canal du Centre. La forte déclivité du terrain à cet endroit a forcé les concepteurs du canal à prévoir sept écluses. Leur nombre est réduit à quatre lors du passage au gabarit Freycinet qui a permis d'accueillir de plus gros bateaux à la fin du XIXe siècle.
La commune est traversée par l'EuroVelo 6, voie cyclable reliant l'Atlantique à la mer Noire.

### Géologie
La commune repose sur le bassin houiller de Blanzy daté du Stéphanien (daté entre -307 et -299 millions d'années).

### Climat
Pour des articles plus généraux, voir Climat de la Bourgogne-Franche-Comté et Climat de Saône-et-Loire.
En 2010, le climat de la commune est de type climat océanique dégradé des plaines du Centre et du Nord, selon une étude du Centre national de la recherche scientifique s'appuyant sur une série de données couvrant la période 1971-2000. En 2020, Météo-France publie une typologie des climats de la France métropolitaine dans laquelle la commune est exposée à un climat océanique altéré et est dans une zone de transition entre les régions climatiques « Lorraine, plateau de Langres, Morvan » et « Bourgogne, vallée de la Saône ».
Pour la période 1971-2000, la température annuelle moyenne est de 10,4 °C, avec une amplitude thermique annuelle de 17,4 °C. Le cumul annuel moyen de précipitations est de 841 mm, avec 11,6 jours de précipitations en janvier et 7 jours en juillet. Pour la période 1991-2020, la température moyenne annuelle observée sur la station météorologique de Météo-France la plus proche, « Mt-Saint-Vincent », sur la commune de Mont-Saint-Vincent à 15 km à vol d'oiseau, est de 10,4 °C et le cumul annuel moyen de précipitations est de 891,2 mm. 
La température maximale relevée sur cette station est de 37,6 °C, atteinte le 12 août 2003 ; la température minimale est de −21,1 °C, atteinte le 10 février 1956,,.
Les paramètres climatiques de la commune ont été estimés pour le milieu du siècle (2041-2070) selon différents scénarios d'émission de gaz à effet de serre à partir des nouvelles projections climatiques de référence DRIAS-2020. Ils sont consultables sur un site dédié publié par Météo-France en novembre 2022.

## Urbanisme

### Typologie
Au 1er janvier 2024, Écuisses est catégorisée commune rurale à habitat dispersé, selon la nouvelle grille communale de densité à sept niveaux définie par l'Insee en 2022.
Elle est située hors unité urbaine. Par ailleurs la commune fait partie de l'aire d'attraction du Creusot, dont elle est une commune de la couronne,. Cette aire, qui regroupe 22 communes, est catégorisée dans les aires de moins de 50 000 habitants,.

### Occupation des sols
L'occupation des sols de la commune, telle qu'elle ressort de la base de données européenne d’occupation biophysique des sols Corine Land Cover (CLC), est marquée par l'importance des territoires agricoles (64,7 % en 2018), une proportion sensiblement équivalente à celle de 1990 (64,9 %). La répartition détaillée en 2018 est la suivante : prairies (57,1 %), forêts (18,3 %), zones urbanisées (12,8 %), zones agricoles hétérogènes (7,6 %), eaux continentales (2,1 %), zones industrielles ou commerciales et réseaux de communication (1,2 %), espaces verts artificialisés, non agricoles (0,9 %). L'évolution de l’occupation des sols de la commune et de ses infrastructures peut être observée sur les différentes représentations cartographiques du territoire : la carte de Cassini (XVIIIe siècle), la carte d'état-major (1820-1866) et les cartes ou photos aériennes de l'IGN pour la période actuelle (1950 à aujourd'hui).

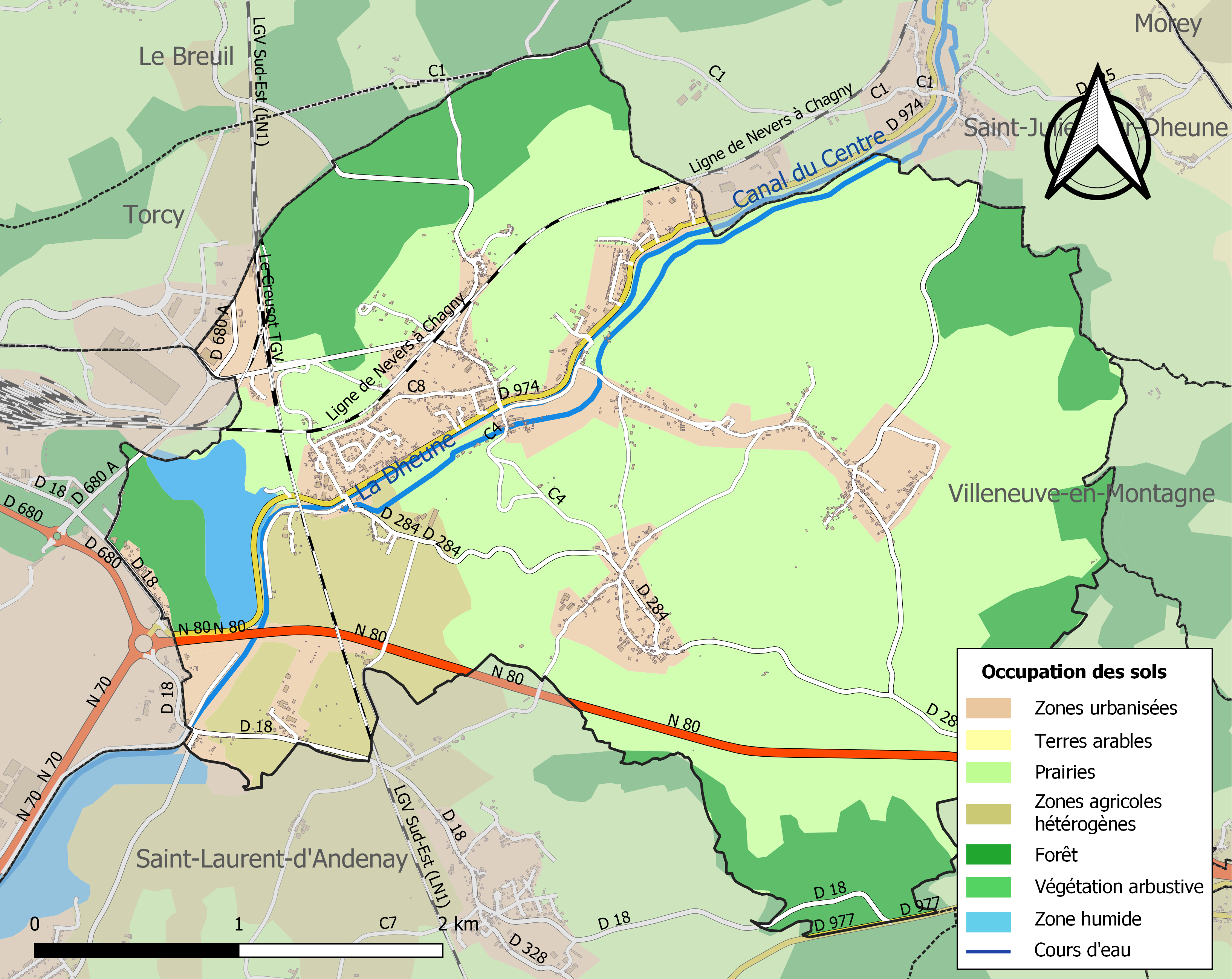
Carte des infrastructures et de l'occupation des sols de la commune en 2018 (CLC).

## Toponymie
Le nom de la localité est attesté sous la forme Scotia villa au XIIIe siècle.
Les Scots, nommés Scottius par les Gallo-romains, ont donné leur nom à Écuisses[réf. nécessaire].

## Histoire
Un évènement marquant a été la construction du canal du Centre dont la première pierre fut posée en 1784, projet réalisé par l’ingénieur Émiland Gauthey.
Les houillères de Montchanin exploitent du charbon sur la commune entre les années 1820 et 1912.

## Politique et administration

### Liste des maires
| Période                                  | Période   | Identité          | Étiquette | Qualité                                                                 |
| ---------------------------------------- | --------- | ----------------- | --------- | ----------------------------------------------------------------------- |
| 1926                                     | 1935      | François Baudot   | SFIO      | Serrurier, ajusteur Conseiller d'arrondissement du canton de Montchanin |
| 1935                                     | 1938      | Jean-Marie Lebeau |           |                                                                         |
| 1938                                     | 1945      | Gustave Fortunet  |           |                                                                         |
| 1945                                     | 1947      | Jean Bette        |           |                                                                         |
| 1947                                     | 1950      | Claude Monnot     |           |                                                                         |
| 1950                                     | 1953      | Charles Brenelin  |           |                                                                         |
| 1953                                     | mars 1977 | Claude Monnot     |           |                                                                         |
| mars 1977                                | 1982      | Roger Joly        |           |                                                                         |
| 1982                                     | mars 1989 | Maurice Lequin    |           |                                                                         |
| mars 1989                                | juin 1995 | Roger Lagrange    |           | Député (1967-1968)                                                      |
| juin 1995                                | mars 2001 | Alain Bon         |           |                                                                         |
| mars 2001                                | mars 2008 | Jean Chevalier    | droite    | Retraité mineur                                                         |
| mars 2008                                | 2020      | Édith Calderon    | PS        | Conseillère départementale                                              |
| 2020                                     | En cours  | Éric Jannot       |           | Cadre                                                                   |
| Les données manquantes sont à compléter. |           |                   |           |                                                                         |

## Démographie
L'évolution du nombre d'habitants est connue à travers les recensements de la population effectués dans la commune depuis 1793. Pour les communes de moins de 10 000 habitants, une enquête de recensement portant sur toute la population est réalisée tous les cinq ans, les populations de référence des années intermédiaires étant quant à elles estimées par interpolation ou extrapolation. Pour la commune, le premier recensement exhaustif entrant dans le cadre du nouveau dispositif a été réalisé en 2006.

En 2022, la commune comptait 1 624 habitants, en évolution de +2,4 % par rapport à 2016 (Saône-et-Loire : −1,06 %, France hors Mayotte : +2,11 %).
| 1793 | 1800 | 1806 | 1821 | 1831 | 1836 | 1841 | 1846 | 1851 |
| ---- | ---- | ---- | ---- | ---- | ---- | ---- | ---- | ---- |
| 427  | 467  | 485  | 616  | 624  | 619  | 785  | 833  | 950  |

| 1856  | 1861  | 1866  | 1872  | 1876  | 1881  | 1886  | 1891  | 1896  |
| ----- | ----- | ----- | ----- | ----- | ----- | ----- | ----- | ----- |
| 1 289 | 1 289 | 1 202 | 1 266 | 1 528 | 1 588 | 1 724 | 1 724 | 1 728 |

| 1901  | 1906  | 1911  | 1921  | 1926  | 1931  | 1936  | 1946  | 1954  |
| ----- | ----- | ----- | ----- | ----- | ----- | ----- | ----- | ----- |
| 1 942 | 1 921 | 2 188 | 2 227 | 2 184 | 2 284 | 2 207 | 2 059 | 2 216 |

| 1962  | 1968  | 1975  | 1982  | 1990  | 1999  | 2006  | 2011  | 2016  |
| ----- | ----- | ----- | ----- | ----- | ----- | ----- | ----- | ----- |
| 2 165 | 1 985 | 1 816 | 1 676 | 1 764 | 1 673 | 1 682 | 1 663 | 1 586 |

| 2021  | 2022  | - | - | - | - | - | - | - |
| ----- | ----- | - | - | - | - | - | - | - |
| 1 609 | 1 624 | - | - | - | - | - | - | - |

## Économie
- Bureau de la Chambre de commerce et d'industrie de Saône-et-Loire.

## Culture locale et patrimoine

### Lieux et monuments
- L'église, placée sous le vocable de Notre-Dame de l'Assomption, dont les origines remontent à la fin du XIIe siècle, réparée et agrandie en 1843, et dont le clocher a été reconstruit en 1853[20].
- Le canal du Centre : les 7 écluses, la péniche musée, la maison éclusière[21].
- L'étang de Longpendu, situé sur la ligne hydrographique de partage des eaux des bassins de la Loire et du Rhône[22].
- L'ancienne tuilerie Perrusson, inscrite MH[23].La Villa Perrusson est construite pour les Perrusson-Desfontaines  entre 1869 et 1895 ; ils sont entrepreneurs de céramique architecturale et installés dans le village. Ils utilisent les productions de leur usine, des céramiques polychromes, pour orner les façades de l'édifice, composé de deux pavillons accolés.
- En direction du Breuil, en lisière du bois de la Motte : le monument commémoratif du crash du Lancaster W4774 de la Royal Air Force (Squadron 61) parti de Syerston le 17 octobre 1942 (avion faisant partie des cinq bombardiers qui durent abandonner le raid de jour de 94 Lancaster visant les usines Schneider du Creusot pour attaquer le transformateur de Montchanin). Membres de l'équipage : S/L W.D. Corr, Sgt R.J. Delve, Sgt O.G. Edwards, P/O J.C. Webster (RNZAF), Sgt J.r. Moore (RCAF), Sgt R. Turtle et F/S G.J.A. Willis. Le sergent mitrailleur Turtle, seul survivant, blessé, fut fait prisonnier.

### Personnalités liées à la commune
- Roger Bœufgras dit Roger Denux, écrivain français né le 6 février 1899 à Montceau-les-Mines, mort le 16 août 1992 à Montceau-les-Mines (Saône-et-Loire), fit l'essentiel de sa carrière comme instituteur à Écuisses. La bibliothèque municipale de la ville porte le nom de Roger Denux.

## Pour approfondir